# Саманта Баркс
Саманта Џејн Баркс (енгл. Samantha Jane Barks; Острво Ман, 2. октобар 1990) је енглеска глумица и певачица. Глуми у филму Јадници из 2012.

## Филмографија
| Улоге Ен Хатавеј |              |               |         |          |
| Година           | Српски назив | Изворни назив | Улога   | Напомена |
| 2012.            | Јадници      |               | Епонина |          |